# Trail (Minnesota)
Trail is een plaats (city) in de Amerikaanse staat Minnesota, en valt bestuurlijk gezien onder Polk County.

## Demografie
Bij de volkstelling in 2000 werd het aantal inwoners vastgesteld op 62.
In 2006 is het aantal inwoners door het United States Census Bureau geschat op eveneens 62.

## Geografie
Volgens het United States Census Bureau beslaat de plaats een oppervlakte van
2,6 km², geheel bestaande uit land. Trail ligt op ongeveer 369 m boven zeeniveau.

## Plaatsen in de nabije omgeving
De onderstaande figuur toont nabijgelegen plaatsen in een straal van 24 km rond Trail.